# Rafael de Medina Abascal
Rafael Medina Abascal (Madrid, 25 de septiembre de 1978) es el xx duque de Feria y xvii marqués de Villalba. Pertenece a una de las familias aristocráticas más importantes de España, los Medinaceli, descendientes directos del rey Alfonso X de León y II de Castilla.  Es grande de España y tiene una de las herencias patrimoniales más importantes del país.

## Biografía
Nació en Madrid el 25 de septiembre de 1978, aunque vivió su infancia en Sevilla, ciudad de origen de sus padres, Rafael Medina y Fernández de Córdoba, xix duque de Feria, hijo a su vez de Victoria Eugenia Fernández de Córdoba y Fernández de Henestrosa, duquesa de Medinaceli; y la modelo sevillana, Natividad Abascal y Romero-Toro, más conocida como Nati Abascal, nacida en 1943. Rafael de Medina tiene un hermano, Luis de Medina Abascal, nacido el 31 de agosto de 1980. Es descendiente, por tanto, de la casa de Medinaceli, heredera legítima de la Casa Real de Castilla. 
Su padre Rafael Medina y Fernández de Córdoba, fue acusado y condenado por corrupción de menores y tráfico de drogas, falleciendo a los 58 años por posible ingesta masiva de barbitúricos según la autopsia, que guardaba relación con episodios anteriores en los que había intentado suicidarse. El 4 de junio de 2002, antes de cumplido un año desde de la muerte de su padre, acaecida el 4 de agosto de 2001, recibió en sucesión el ducado de Feria y el marquesado de Villalba.
Estudió en el colegio Alminar de Sevilla y en diversos internados españoles, el Colegio San José de Villafranca de los Barros, regentado por la Compañía de Jesús y más tarde en universidades inglesas y americanas como en Washington D. C. o Nueva York.  Trabajó durante un tiempo en el Banco Credit Suisse y posteriormente creó en 2007 su propia empresa, Scalpers, relacionada con el mundo de la moda. En septiembre de 2014, abandonó la firma de moda que fundó junto a unos amigos y que en ese momento dirigía, cediendo a su mujer, Laura Vecino, las acciones de la compañía. El abandono se debe a que pasó a ocupar el cargo de director de Mens Tailoring de Massimo Dutti, tercera marca de la empresa Inditex por índice de facturación. En 2020 Massimo Dutti anunció que dejaba de contar con sus servicios.

## Matrimonio y descendencia
Se casó el 16 de octubre de 2010 en el Palacio-Hospital de Tavera (Toledo) propiedad de los duques de Medinaceli, con su novia de toda la vida, Laura Vecino de Acha, hija de Laura de Acha y Satrústegui y de Ramón Vecino Gay, nieta de Laura de Satrústegui Figueroa, que entronca genealógicamente con muchas familias de la aristocracia española.
Rafael y Laura fueron padres de mellizos el 26 de noviembre de 2012, un niño (Rafael) y niña (Laura) que vinieron al mundo mediante cesárea.

## Títulos y tratamientos
Esta tabla aún no está actualizada. Puedes contribuir aportando información sobre títulos y tratamientos de esta persona.

## Ancestros
|  | |  |  |  |  |  |  |  |  |  |  |  |  |  |  |  |
|  | 16. Francisco de Asís de Medina y Esquivel, iii marqués de Esquivel                                      |  |  |  |  |  |  |  |  |  |  |  |  |  |  |  |
|  | |  |  |  |  |  |  |  |  |  |  |  |  |  |  |  |
|  | |  |  |  |  |  |  |  |  |  |  |  |  |  |  |  |
|  | 8. Luis de Medina y Garvey                                                                               |  |  |  |  |  |  |  |  |  |  |  |  |  |  |  |
|  | |  |  |  |  |  |  |  |  |  |  |  |  |  |  |  |
|  | |  |  |  |  |  |  |  |  |  |  |  |  |  |  |  |
|  | 17. María de los Dolores Garvey y Capdepont                                                              |  |  |  |  |  |  |  |  |  |  |  |  |  |  |  |
|  | |  |  |  |  |  |  |  |  |  |  |  |  |  |  |  |
|  | |  |  |  |  |  |  |  |  |  |  |  |  |  |  |  |
|  | 4. Rafael de Medina y Vilallonga                                                                         |  |  |  |  |  |  |  |  |  |  |  |  |  |  |  |
|  | |  |  |  |  |  |  |  |  |  |  |  |  |  |  |  |
|  | |  |  |  |  |  |  |  |  |  |  |  |  |  |  |  |
|  | 18. José de Vilallonga y Gipuló                                                                          |  |  |  |  |  |  |  |  |  |  |  |  |  |  |  |
|  | |  |  |  |  |  |  |  |  |  |  |  |  |  |  |  |
|  | |  |  |  |  |  |  |  |  |  |  |  |  |  |  |  |
|  | 9. Amelia de Vilallonga e Ybarra                                                                         |  |  |  |  |  |  |  |  |  |  |  |  |  |  |  |
|  | |  |  |  |  |  |  |  |  |  |  |  |  |  |  |  |
|  | |  |  |  |  |  |  |  |  |  |  |  |  |  |  |  |
|  | 19. Rafaela María de Ybarra y Arámbarri                                                                  |  |  |  |  |  |  |  |  |  |  |  |  |  |  |  |
|  | |  |  |  |  |  |  |  |  |  |  |  |  |  |  |  |
|  | |  |  |  |  |  |  |  |  |  |  |  |  |  |  |  |
|  | 2. Rafael Medina y Fernández de Córdoba, xix duque de Feria                                              |  |  |  |  |  |  |  |  |  |  |  |  |  |  |  |
|  | |  |  |  |  |  |  |  |  |  |  |  |  |  |  |  |
|  | |  |  |  |  |  |  |  |  |  |  |  |  |  |  |  |
|  | 20. Luis María Fernández de Córdoba y Pérez de Barradas, xvi duque de Medinaceli                         |  |  |  |  |  |  |  |  |  |  |  |  |  |  |  |
|  | |  |  |  |  |  |  |  |  |  |  |  |  |  |  |  |
|  | |  |  |  |  |  |  |  |  |  |  |  |  |  |  |  |
|  | 10. Luis Jesús Fernández de Córdoba y Salabert, xvii duque de Medinaceli                                 |  |  |  |  |  |  |  |  |  |  |  |  |  |  |  |
|  | |  |  |  |  |  |  |  |  |  |  |  |  |  |  |  |
|  | |  |  |  |  |  |  |  |  |  |  |  |  |  |  |  |
|  | 21. Casilda Remigia de Salabert y Arteaga, ix marquesa de la Torrecilla                                  |  |  |  |  |  |  |  |  |  |  |  |  |  |  |  |
|  | |  |  |  |  |  |  |  |  |  |  |  |  |  |  |  |
|  | |  |  |  |  |  |  |  |  |  |  |  |  |  |  |  |
|  | 5. Victoria Eugenia Fernández de Córdoba y Fernández de Henestrosa, xviii duquesa de Medinaceli          |  |  |  |  |  |  |  |  |  |  |  |  |  |  |  |
|  | |  |  |  |  |  |  |  |  |  |  |  |  |  |  |  |
|  | |  |  |  |  |  |  |  |  |  |  |  |  |  |  |  |
|  | 22. Ignacio Fernández de Henestrosa y Ortiz de Mioño, x conde de Moriana del Río                         |  |  |  |  |  |  |  |  |  |  |  |  |  |  |  |
|  | |  |  |  |  |  |  |  |  |  |  |  |  |  |  |  |
|  | |  |  |  |  |  |  |  |  |  |  |  |  |  |  |  |
|  | 11. Ana María Fernández de Henestrosa y Gayoso de los Cobos, Dama de la Reina Victoria Eugenia de España |  |  |  |  |  |  |  |  |  |  |  |  |  |  |  |
|  | |  |  |  |  |  |  |  |  |  |  |  |  |  |  |  |
|  | |  |  |  |  |  |  |  |  |  |  |  |  |  |  |  |
|  | 23. Francisca de Borja Gayoso de los Cobos y Sevilla, xv marquesa de Camarasa                            |  |  |  |  |  |  |  |  |  |  |  |  |  |  |  |
|  | |  |  |  |  |  |  |  |  |  |  |  |  |  |  |  |
|  | |  |  |  |  |  |  |  |  |  |  |  |  |  |  |  |
|  | 1. Rafael Medina y Abascal, xx duque de Feria                                                            |  |  |  |  |  |  |  |  |  |  |  |  |  |  |  |
|  | |  |  |  |  |  |  |  |  |  |  |  |  |  |  |  |
|  | |  |  |  |  |  |  |  |  |  |  |  |  |  |  |  |
|  | 24. Juan Abascal y Manteca                                                                               |  |  |  |  |  |  |  |  |  |  |  |  |  |  |  |
|  | |  |  |  |  |  |  |  |  |  |  |  |  |  |  |  |
|  | |  |  |  |  |  |  |  |  |  |  |  |  |  |  |  |
|  | 12. Francisco Abascal y Cobo                                                                             |  |  |  |  |  |  |  |  |  |  |  |  |  |  |  |
|  | |  |  |  |  |  |  |  |  |  |  |  |  |  |  |  |
|  | |  |  |  |  |  |  |  |  |  |  |  |  |  |  |  |
|  | 25. Rosario Cobo y Sainz de Trueba                                                                       |  |  |  |  |  |  |  |  |  |  |  |  |  |  |  |
|  | |  |  |  |  |  |  |  |  |  |  |  |  |  |  |  |
|  | |  |  |  |  |  |  |  |  |  |  |  |  |  |  |  |
|  | 6. Domingo Abascal y Fernández                                                                           |  |  |  |  |  |  |  |  |  |  |  |  |  |  |  |
|  | |  |  |  |  |  |  |  |  |  |  |  |  |  |  |  |
|  | |  |  |  |  |  |  |  |  |  |  |  |  |  |  |  |
|  | 26. Domingo Fernández y Vélez                                                                            |  |  |  |  |  |  |  |  |  |  |  |  |  |  |  |
|  | |  |  |  |  |  |  |  |  |  |  |  |  |  |  |  |
|  | |  |  |  |  |  |  |  |  |  |  |  |  |  |  |  |
|  | 13. Dominica Fernández y García de la Villa                                                              |  |  |  |  |  |  |  |  |  |  |  |  |  |  |  |
|  | |  |  |  |  |  |  |  |  |  |  |  |  |  |  |  |
|  | |  |  |  |  |  |  |  |  |  |  |  |  |  |  |  |
|  | 27. Josefa García de la Villa y Pérez                                                                    |  |  |  |  |  |  |  |  |  |  |  |  |  |  |  |
|  | |  |  |  |  |  |  |  |  |  |  |  |  |  |  |  |
|  | |  |  |  |  |  |  |  |  |  |  |  |  |  |  |  |
|  | 3. Natividad Abascal y Romero-Toro                                                                       |  |  |  |  |  |  |  |  |  |  |  |  |  |  |  |
|  | |  |  |  |  |  |  |  |  |  |  |  |  |  |  |  |
|  | |  |  |  |  |  |  |  |  |  |  |  |  |  |  |  |
|  | 28. Antonio Romero y Norzagaray, ii marqués de Romero-Toro                                               |  |  |  |  |  |  |  |  |  |  |  |  |  |  |  |
|  | |  |  |  |  |  |  |  |  |  |  |  |  |  |  |  |
|  | |  |  |  |  |  |  |  |  |  |  |  |  |  |  |  |
|  | 14. Joaquín Romero de Ochoa, iii marqués de Romero-Toro                                                  |  |  |  |  |  |  |  |  |  |  |  |  |  |  |  |
|  | |  |  |  |  |  |  |  |  |  |  |  |  |  |  |  |
|  | |  |  |  |  |  |  |  |  |  |  |  |  |  |  |  |
|  | 29. Ana María de Ochoa y Eguíluz                                                                         |  |  |  |  |  |  |  |  |  |  |  |  |  |  |  |
|  | |  |  |  |  |  |  |  |  |  |  |  |  |  |  |  |
|  | |  |  |  |  |  |  |  |  |  |  |  |  |  |  |  |
|  | 7. María de la Natividad Romero-Toro y Noriega                                                           |  |  |  |  |  |  |  |  |  |  |  |  |  |  |  |
|  | |  |  |  |  |  |  |  |  |  |  |  |  |  |  |  |
|  | |  |  |  |  |  |  |  |  |  |  |  |  |  |  |  |
|  | 30. Florencio de Noriega y Noriega                                                                       |  |  |  |  |  |  |  |  |  |  |  |  |  |  |  |
|  | |  |  |  |  |  |  |  |  |  |  |  |  |  |  |  |
|  | |  |  |  |  |  |  |  |  |  |  |  |  |  |  |  |
|  | 15. María de la Natividad de Noriega y de la Borbolla                                                    |  |  |  |  |  |  |  |  |  |  |  |  |  |  |  |
|  | |  |  |  |  |  |  |  |  |  |  |  |  |  |  |  |
|  | |  |  |  |  |  |  |  |  |  |  |  |  |  |  |  |
|  | 31. María de la Natividad de la Borbolla y Arpide                                                        |  |  |  |  |  |  |  |  |  |  |  |  |  |  |  |
|  | |  |  |  |  |  |  |  |  |  |  |  |  |  |  |  |
|  | |  |  |  |  |  |  |  |  |  |  |  |  |  |  |  |

| Predecesor: Rafael de Medina y Fernández de Córdoba | duque de Feria 4 de junio de 2002 - Presente | Sucesor: Actual titular |